# Dawid Fazowski
Dawid Fazowski (ur. jako Dawid Krawiec 16 kwietnia 1990 w Żorach), lepiej znany jako Faza – polski podróżnik i youtuber.

## Życiorys
W czasach licealnych udzielał się w szkolnym samorządzie i młodzieżowej Radzie Miasta w Żorach. Mając 15 lat zaczął podróżować po Polsce. Pasję do podróżowania zaszczepił w sobie w czasie działalności harcerskiej.
W 2012, za namową znajomych autostopowiczów, wybrał się spontanicznie na imprezę sylwestrową pod rzymskie Koloseum. Następnie zdecydował o wyruszeniu w podróże dookoła świata, które zaczął relacjonować poprzez kanał Przez świat na fazie na platformie YouTube. Kanał stał się jednym z najpopularniejszych tego typu kanałów w Polsce. W 2017 zajął pierwsze miejsce w rankingu 50 najbardziej wpływowych podróżników w polskich mediach społecznościowych.
Żonaty, ma córkę (ur. 2022) i syna (ur. 2024).